# 公契約条例
日本の地方自治における公契約条例（こうけいやくじょうれい）は、地方自治体が行う公共調達や公契約の契約内容の一部として、調達・契約そのものの規律の他に付帯的に政策目的を実現する条項を盛り込むことを定める条例。名称は公共調達条例の場合もある。
行政主体は、社会政策、労働政策、福祉政策、経済政策に寄与するような条項を定めた公契約条例を持つことで、市場を通じて間接的にそのような政策の推進を図ることができる(永山利和 & 中村重美 2019, p. 19-21)。
自治体によって条例の内容は異なり、たとえば公共調達を受注した事業者が使用する労働者々の賃金引き上げに目的を絞った条例と、労働条件全般の改善を目的とする条例とがある。賃金条項のある公契約条例と、それがない公契約条例に大別される。後者の先駆的事例は山形県の2008年6月「公共調達基本条例」、前者の早い例は兵庫県尼崎市市議会の2008年12月の3条例案（但し翌年に否決）である。
公契約条例を制定した自治体は首都圏の市区に多い(永山利和 & 中村重美 2019, p. 34-35)。賃金条項の有無を問わない公契約条例は全国で59例あり、2023年時点で東京都の特別区23区のうち過半数が制定。

## 制定運動
1949年に国際労働機関(ILO)はILO第94条約を採択した。日本政府は同条約を批准していないが、同条約を参考にして、一定額以上の賃金の支払を公契約受注者に求める条例の制定を求める動きが2001年頃から起きた。この背景には特に建設業の公共事業の入札競争の激化により、人件費が制限され、労働者の労働条件が悪化していたことが挙げられる。
全国建設労働組合総連合や各地の自治体労働組合が同条約批准（公契約法制定）や自治体での条例制定を陳情・請願した(永山利和 & 中村重美 2019, p. 12)。
2000年に、自治総合研究所の研究員、全日本自治団体労働組合担当者などからなる自治体入札・委託契約制度研究会が発足（法政大学の武藤博己が主査）し、2001年に「社会的価値の実現に資するための自治体契約制度のあり方に関する基本条例」を提言した(小畑精武 2010, p. 46-47)。
日本弁護士連合会は2011年に「公契約法・公契約条例の制定を求める意見書」を提出した。

## 公正労働条項
賃金条項型の公契約条例により、自治体は自らの契約相手の管理する労働者の最低賃金を事実上引き上げることができる。たとえば東京都の1時間あたりの最低賃金は1113円（令和5年10月1日）なのに対し、公契約条例を定めた東京都杉並区との契約事業者の工事・製造の労働者の賃金の下限は1540円だった。
国や地方自治体の事業を受託した業者に雇用される労働者に対し、地方自治体が指定した賃金の支払いを確保させることを規定している。指定される賃金は、国の最低賃金法に基づいて規定される最低賃金よりも高く設定されており、ワーキングプアに配慮した内容になっている。
内閣は、地域別最低賃金額を上回る独自の最低賃金額を公共工事に関わらず広く一般に関し規定する条例の制定は、地域別最低賃金の趣旨に反するため、地方自治法の規定に違反するが、総合評価落札方式による一般競争入札の落札決定基準として、地方公共団体の契約の相手方たる企業等の使用者が地域別最低賃金額を上回る或る特定の賃金額を支払っているか否かを定めることは、最低賃金法上問題ない、と答弁している。

## 自治体の法的権限
自治体の条例制定権は自治体の事務に関するものに限り認められる（地方自治法第14条）が、自治体の行う契約は自治体の事務であると考えられる。
請負業者の指揮下で働く労働者は当該自治体の住民であるとは限らず、住民以外が公契約条例による労働条件向上の利益を得ることがある。住民でない者に便益を与えることは自治体の権限を越えるものではないかという指摘があるが、総合的に住民全体の便益を増進する限り、全てを自治体内で完結させる必要はなく、自治体の事務として行うことに合理性はあると考えられる。

## その他の法的論点
公契約条例をめぐっては、以下のような法的論点が存在する。